# Isle Brewers
Isle Brewers – wieś w Anglii, w hrabstwie Somerset, w dystrykcie (unitary authority) Somerset. Leży 57 km na południowy zachód od miasta Bristol i 202 km na zachód od Londynu. W 2002 miejscowość liczyła 163 mieszkańców.
W Isle Brewers od 1968 mieszkał polski artysta malarz Kazimierz Zielenkiewicz, tu zmarł w 1988 i w tej miejscowości spoczywa.